# Epidendrum guaramacalense
Epidendrum guaramacalense är en orkidéart som beskrevs av Eric Hágsater. Epidendrum guaramacalense ingår i släktet Epidendrum och familjen orkidéer.
Artens utbredningsområde är Venezuela. Inga underarter finns listade i Catalogue of Life.